# مسجد خيدير

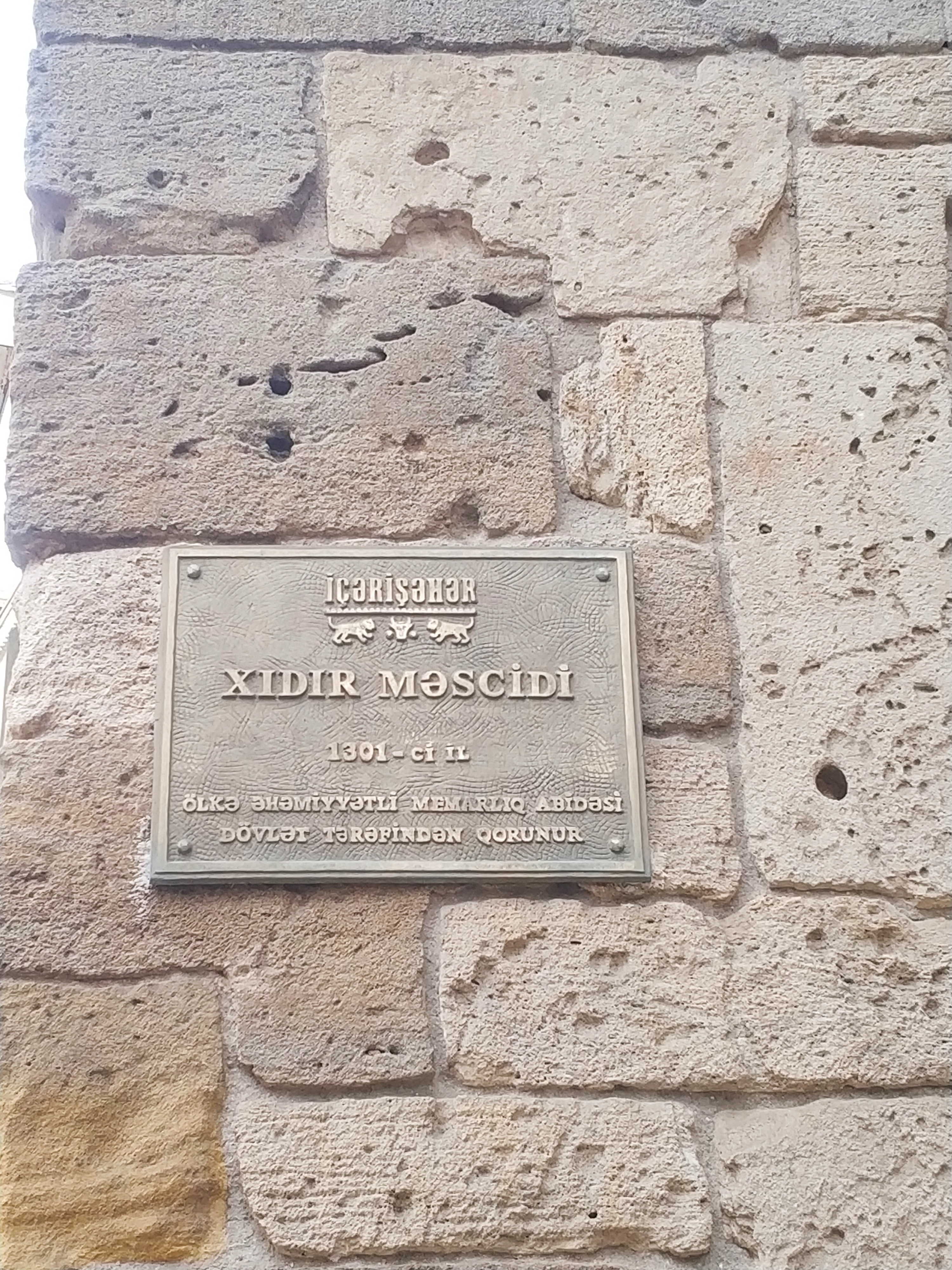
مسجد خيدير-نصب تذكاري وطني

مسجد خيدير (بالأذربيجاني - Xıdır məscidi) - هو مسجد نصب تذكاري وطني واقع في المدينة القديمة.

## تاريخ المسجد
تم بناء مسجد خيدير على السلالم في عام 1301.
وأجريت أعمال الترميم والحفريات الأثرية في الطابق الأرضي للقبة.
بني المسجد على معبد النار.
احتوت القاعة على التصاميم الرائعة بفضل صور فنية للمحراب وطرق الارتجال وتقسيم بالتناسب للمكان الداخلية.
تعرض تاج حجري واقعة على المسجد أساليب الشرقية.